# Windsor Spitfires
Windsor Spitfires – juniorska drużyna hokejowa grająca w OHL w dywizji zachodniej, konferencji zachodniej. Drużyna ma swoją siedzibę w mieście Windsor w Kanadzie.
Klub występował także pod nazwą Windsor Compuware Spitfires.

## Osiągnięcia
- Emms Trophy: 1980, 1988
- Hamilton Spectator Trophy: 1988, 2009
- Wayne Gretzky Trophy: 2009, 2010
- Bumbacco Trophy: 2009, 2010
- J. Ross Robertson Cup: 1988, 2009, 2010
- Memorial Cup: 2009, 2010, 2017